# Bärenköpfe
Les Bärenköpfe (« têtes d'ours ») sont une montagne qui s’élève à 2 863 m d’altitude dans les Hohe Tauern, en Autriche.